# 이가류

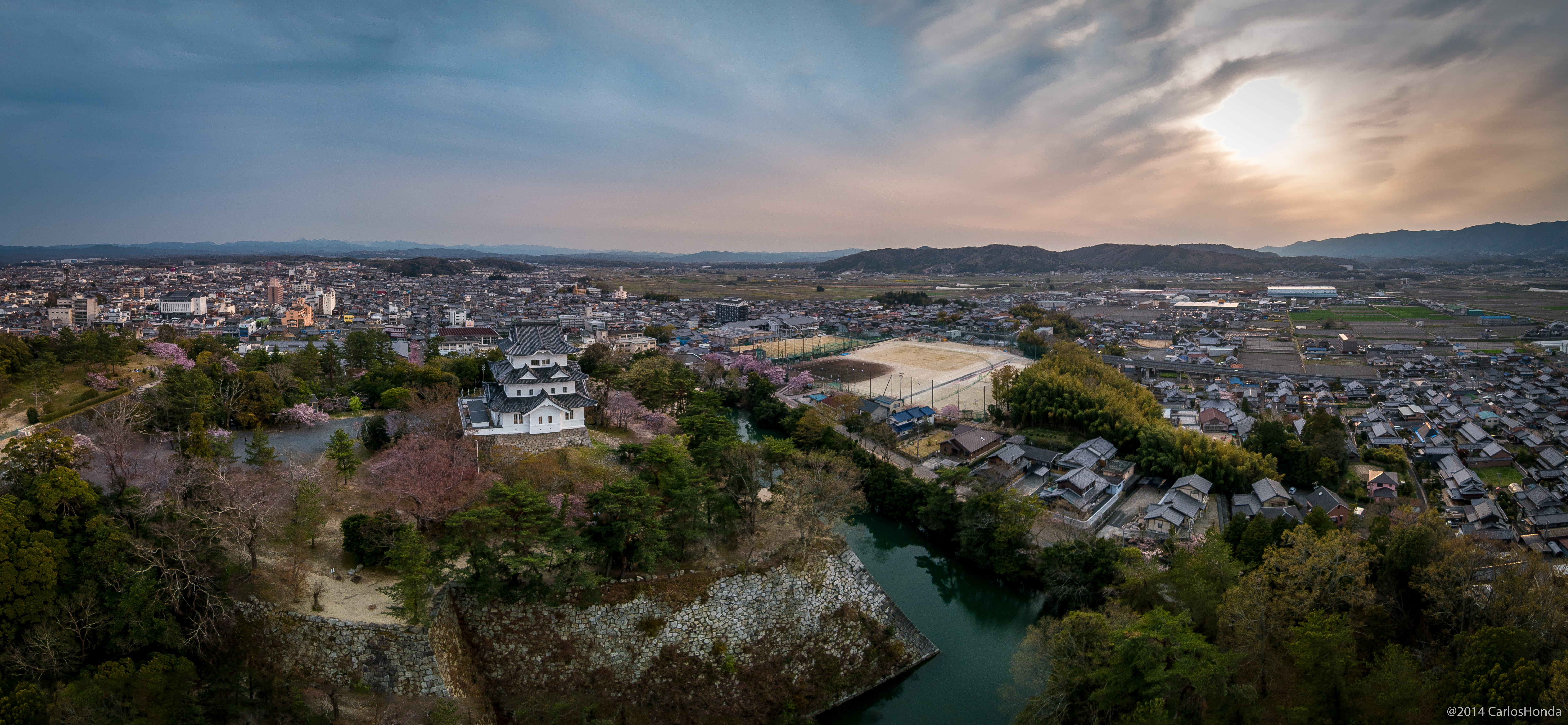
현재 이가시 전경

이가류(일본어: 伊賀流)는 일본 이가 분지 지방에서 발달된 닌자 유파를 통틀어 가리키는 말로, 고가류(일본어: 甲賀流)와 더불어 가장 유명한 닌자 유파로 통한다. 주로 고용의 형식을 통해 용병으로 계약되어 전투 및 암살 분야에서 활약한 것으로 알려져 있다.

## 특징
산을 하나 끼고 있는 장소에 위치했던 고가류와 다른 점은 고가 닌자가 단 한 명의 주군에게만 충의를 다했던 것에 비해 이가 닌자들은 돈으로 맺어진 계약 이상에 관한 것을 고용주와의 사이에서 두지 않았다는 점에 있다. 이가의 향사(郷士)들은 으레 고용주와 적대시하고 있는 상대라 하더라도 의뢰가 있으면 양쪽 모두에 닌자를 파견한 실제 사례도 있었다. 때문에 다른 향(郷)의 닌자들보다도, 설령 동료라 하더라도 가차없이 처단할 수 있는 엄혹한 정신도 요구되었다. 이가류를 탈주한 닌자에 대한 처벌 규율인 「누케닌세이바이」(抜忍成敗)는 그러한 극단성을 보여주는 사례라고 할 수 있는데, 이가류에게 있어 구성원의 배신이나 탈주는 그 어떤 이유를 막론하고 용납되지 않았다. 그러나 태평한 에도 시대(江戸時代)가 되면 상황이 바뀌어 불필요한 봉록 지급으로 인한 경비를 절감하기 위해 오히려 닌자에서 빼내 귀농시키는 것이 권장되기도 했다(후술).
또한 이가류의 훈련법은 그 독특함으로도 알려져 있는데, 예를 들면 얼굴 절반을 종이로 가리고 그 종이를 떨어뜨리지 않고 1리(里) 이상을 달리게 하는 등, 어린 시절부터 엄격한 훈련을 시키고 체력적으로 우수한 닌자를 길러내는 것은 이가류의 전통이 되었다. 때문에 이가 닌자들은 체술(体術)에 뛰어나다는 평가를 받았다.

## 역사
일본의 무사정권이었던 가마쿠라 시대(鎌倉時代)부터 무로마치 시대(室町時代)에 걸쳐 이가 국(伊賀国)은 소규모 영주들이 군웅할거하며 다투고 있었다. 때문에 이가의 농민 백성들은 스스로를 지키고자 게릴라 전술을 갈고 닦았다. 이것이 이가 닌자의 시초가 되었다.
이가는 옛 비와 호수층(古琵琶湖層)에서 유래한 점토질 토양으로 인해 농경이 어려운 지대였다. 특히 오랜 기간에 걸쳐 물 부족을 겪으면서 논농사는 괴멸적인 타격을 입었다. 때문에 이가 사람들은 용병으로써 각지에 흩어져 살며 각자의 생계를 도모해야 했다.
일본의 전란기였던 센고쿠 시대(戦国時代), 이가는 슈고(守護) ・ 니키 씨(仁木氏)의 산하에 속해 있었음에도 「이가 소코쿠 잇큐」(伊賀惣国一揆)라 불리는 합의제 성격이 강한 자치 공동체가 형성되어 있었다. 그러나 실력자였던 가미닌 산케(上忍三家), 즉 핫토리(服部) ・ 모모치(百地) ・ 후지바야시(藤林) 세 가문의 발언력이 강했고 합의라는 것도 대부분 이들 세 가문에 끌려다니다시피 하는 경우가 많았다(고가류의 경우 「소」惣라 불리는 자치공동체가 형성되어 있었는데 이들은 구성원 각각이 대등한 입장에 있어 다수결의 원리를 중시하였으며 「이가 소코쿠 잇큐」의 운영과는 대조적인 모습이었다).
일반적으로 이가와 고가는 서로를 용납하지 못하는 숙적 관계라는 이미지가 있지만 이는 오해로, 산 하나 끼고 붙어 사는 이웃 주민들끼리의 싸움이란 피차간에 아무 도움될 것이 없었다. 당연히 이가 사람들과 고가 사람들은 서로 협력 관계였으며 서로 어느 한쪽의 땅이 적의 공격을 받는 경우 힘을 합쳐 적을 물리치자는 약속까지 하고 있었다.

### 덴쇼 이가의 난(天正伊賀の乱)
덴쇼(天正) 7년(1579년) 이가 닌자의 일원인 시모야마 가이(下山甲斐)가 동료를 배신하고 오와리의 다이묘 오다 노부나가(織田信長)의 차남 ・ 노부카쓰(信雄)에게 이가의 단결력이 쇠약해졌다고 보고했고, 이가를 침략할 것을 진언했다. 그의 말에 넘어간 노부카쓰는 곧장 국경에 있던 마루야마 성(丸山城)을 수축하고 침략 거점으로 삼게 하였다. 그러나 노부카쓰의 시도는 한 발 먼저 이가 사람들의 귀에 들어갔고 이가 닌자들의 기습으로 노부카쓰는 대패를 맛보게 된다. 이것을 일본사에서는 제1차 이가의 난(第一次伊賀の乱)이라고 부른다.
패전 소식을 접하고 격노한 노부나가는 노부카쓰에게 편지를 보내 “한번만 더 그따위로 했다가는 부자간의 연을 끊는 줄로 알아라”라고 꾸짖는 한편 2년 뒤인 덴쇼 9년(1581년) 노부나가 자신이 직접 무려 5만에 달하는 병사를 거느리고 이가로 쳐들어갔다. 일본사에서 말하는 제2차 이가의 난(第二次天正伊賀の乱)이다. 놀란 이가 사람들은 곧 총력을 동원해 노부나가와 싸울 것을 결의하였다. 그러나 협력 관계여야 할 고가 닌자의 일원 ・ 다라오 미쓰토시(多羅尾光俊)의 회유에 넘어가 이가 닌자들 가운데 두 명의 이반자가 발생했고, 오다 측의 가모 우지사토(蒲生氏郷)의 길 안내를 맡았다. 그리하여 이가 사람들이 세우고 농성하던 성은 차례로 함락되었고 마지막 요새였던 가시와라 성(柏原城)이 함락됨으로써 덴쇼 이가의 난은 막을 내렸다.
제2차 이가의 난을 에도 말기인 안세이(安政) 4년(1857년)에 집필된 일명 이양평정지(伊陽平定志)라 불리는 문헌인 「참고이가기」(参考伊賀紀)에서 발췌하면 다음과 같다.
덴쇼 9년 4월 가미쓰게(上柘植)의 후쿠치 무네타카(福地宗隆)、가와아이 촌(河合村)의 미미스 야지로(耳須弥次郎) 이 두 사람이 아즈치 성(安土城)의 노부나가 처소로 방문하여 이가 공격 때에 길 안내를 하겠다 아뢰었다(쓰게 씨는 덴쇼 7년 9월에 도료棟梁인 쓰게 야스시게柘植保重가 이가 무리에 의해 살해당해 이가 무리에 원한이 있었던 것이다). 오타 규이치의 『신장공기』(信長公記)나 승려 다몬인 에이슌의 일기인 『다몬인 일기』(多聞院日記)에는 9월 3일에 공격을 개시하였다는 기술이 있는데 『이란기』(伊乱記)에는 9월 27일에 여섯 방면에서 공격을 개시하였다고 되어 있다. 이세(伊勢) 지구로부터는 오다 노부카쓰와 쓰다 노부즈미(津田信澄), 쓰게(柘植) 어귀에서는 니와 나가히데(丹羽長秀), 다키가와 가즈마스(滝川一益)가, 다마타쓰(玉滝) 어귀 방면에서는 가모 우지사토(蒲生氏郷)와 와키자카 야스하루(脇坂安治)가, 다테마(笠間) 어귀에서는 쓰쓰이 쥰케이(筒井順慶)가, 하쓰세(初瀬) 어귀에서 아사노 나가마사(浅野長政), 다라오(多羅尾) 어귀에서는 호리 히데마사(堀秀政)와 다라오 히로미쓰(多羅尾弘光)가 공격을 지휘하였다. 『다몬인 일기』의 기술에서는 총 군세가 1만여 명이었다고 되어 있다. 이가 무리들로써도 일원인 쓰게 씨 등이 노부나가 측에 기울어 있었고 협력 관계여야 할 고가 무리의 다라오 미쓰토시는 앞서 에이로쿠(永禄) 11년 단계에서 오다 노부나가에게 충성을 맹세한 상태였으며(참고 자료: 『信楽町史』 『多羅尾の歴史物語』 『甲賀郡誌』) 또한 다라오 미쓰토시는 덴쇼 2년 1월 노부나가의 측근인 후쿠토미 히데카쓰(福富秀勝), 모리 나가히데(毛利長秀)와 함께 다몬 성(多聞城)의 반테(番手, 파수)를 맡고 있는 등 근신(近臣)으로써 남다른 신뢰를 받았다고 알려져 있다.
이가로 쳐들어간 오다군은 진군하는 길 앞에 맞닥뜨리는 마을을 공격하지 않았는데, 도리어 순회 중이던 미미스 야지로가 나가다 촌(長田村)의 가사(住士)의 가노(家奴) 요스케(与助)와 오다 촌(小田村)의 서민 소하치(庄八)의 습격으로 살해당했다. 히지 산성(比自山城)을 공격한 것은 쓰쓰이 쥰케이와 가모 우지사토, 호리 히데마사의 군세로 성내 병력의 지휘관은 모모타 도베(百田藤兵衛), 무코이 씨(向井氏), 오자와 지센(小沢智仙), 스미요시 이치헤이(住吉市平), 후쿠키타 소칸(福喜多将監), 마치이 세이베(町井清兵衛), 모리 시로사에몬(森四郎左衛門), 무라타 간시로(村田勘四郎), 가토 구마노스케(加藤熊之助), 도미오카 씨(富岡氏), 요시다 사콘(吉田左近)이라 하였다. 쓰쓰이、가모의 군은 아사야마루(朝屋丸)를 수비하며 후쿠키타 소칸을 쳐서 후로야(風呂谷)에서 맞붙어 싸웠다.
히지 산의 이가 세력들은 「하루 종일 힘써 싸우느라 매우 지쳐서 오늘 밤은 앞뒤 안 가리고 곯아 떨어졌으리라. 곧장 나가오카 산(長岡山)에 야습을 행한다면 쥰케이의 목을 얻는 것도 쉬운 일이다」라며 쓰쓰이 군진에 야습을 시도했으나 오다측에 아군으로 붙은 이가 무리인 기쿠가와 세이쿠로(菊川清九郎)에게 들켜서 성공하지 못하였다. 때문에 다키가와 가즈마스나 니와 나가히데 등의 군세가 앞으로 합류할 것을 염려하여 밤중에 흩어져 성을 버리고 성의 병사들은 도망쳐 버렸다. 오다 군이 히지 산성으로 쳐들어 갔을 때 누구 하나 없는 상황이었고 가모 우지사토나 호리 히데마사는 부끄러워하고 히지 산성이나 가까운 여러 당우들을 하나하나 불살라 버렸다.
히지 산성이 함락되고 오다 노부카쓰의 군은 미나미이가(南伊賀)의 거점 가시와라 성의 주변으로 결집했다. 진군에 즈음하여 민중을 몰살하는 소토(掃討) 작전을 행하지 않아서 오다군이 철퇴한 뒤 기타이가(北伊賀)에서는 토호들이 결기하여 오다의 수비대가 지키던 시노다 성(忍田城)을 쳐서 이가 국제(国制)의 사이반닌(裁判人)들을 죽였다. 이가 세력은 가시와바라 성에 들어서서 덴쇼 9년 10월 8일 묘시부터 오다측에 맞서 전투를 개시하였다. 적극적으로 공성을 펼쳤으나 아군의 희생이 너무 크다는 판단으로 포위전으로 돌아섰다. 오다군이 농민들을 소토하지 않는 것을 본 이가 세력은 성의 병사 세 명을 성에서 내보내 농민을 모아 관솔불을 들게 하고 배후에서 오다군의 진을 놀라게 하는 작전을 세웠으나 니와 나가히데에게 간파되어 작전은 실패하였다.
10월 25일이 되어 나라(奈良)의 오쿠라 타로지(大倉五郎次)라 하는 사루가쿠다유(申楽太夫)가 가시와라 성에 와서 양자간 화친 중개에 들어갔고, 소묘다이(惣名代)로써 다키노 요시마사(滝野吉政)가 28일 이른 아침에 노부카쓰와 만나 성내 병사의 인명 보호를 조건으로 화친을 행해 성을 열었다. 『신장공기』에서는 이 정전 시기를 9월 11일이라고 했고 『다몬인 일기』에서는 「17일에 교쇼(教浄)가 군진으로부터 돌아왔다. 이가 일원의 일은 낙착을 보았다」(十七日、教浄先陳ヨリ帰、伊賀一円落着)라고 하여 날짜의 차이는 있으나 당시에 전해들은 것을 모은 기록으로써 신빙성은 높다.

### 난 이후
이가의 난이 있고 얼마 지나지 않아 발생한 혼노지의 변(本能寺の変)으로 노부나가가 사망했다는 소식이 이가에 전해졌다. 이가 닌자들은 일제히 봉기하여 각지에서 싸움을 벌였는데, 이를 제3차 덴쇼 이가의 난(第三次天正伊賀の乱)이라고 부르기도 한다. 
혼노지의 변 직후 사카이(堺)에 있던 도쿠가와 이에야스(徳川家康)가 이가의 핫토리 마사나리(服部正成) 등의 호위를 받으며 무사히 미카와(三河)로 돌아올 수 있었다고 전한다. 일본에서는 이를 신군님의 이가 넘이(神君伊賀越え)이라고 부른다. 반면 고가 땅이 노부나가를 거쳐 도요토미 히데요시(豊臣秀吉)의 지배하에 들게 되고, 고가 닌자들은 이에야스의 감시 활동을 주요 임무로 명받았다. 그 결과 상대적으로 이에야스에 가까웠던 이가 닌자들은 고가 닌자의 추토 임무를 맡게 되었고, 이는 도쿠가와가 일본 천하의 주인이 된 에도 시대(江戸時代)가 되어 「이가 닌자 군단 대 고가 닌자 군단」(伊賀忍軍対甲賀忍軍)이라는 형태로 고단(講談)이나 요미혼(読本)의 제재가 되었다. 다만 실제로는 도쿠가와와 도요토미와의 대리 분쟁이나 다를 바 없었다.

### 에도 시대
에도 시대에는 앞에서 언급한 「이가 넘이」의 공적을 인정받아 일반적으로 핫토리 한조(服部半蔵)로써 알려진 마사나리(正成)를 중심으로 하는 이가구미 도신(伊賀組同心)으로써 막부에 흡수되었다. 마사나리 자신도 닌자였던 것처럼 알려져 있는데 마사나리 자신은 보통의 전장에서 활동하는 사무라이였던 것으로 보인다(자세한 것은 핫토리 마사나리 항목을 참조). 
이가를 도도 가(藤堂家)가 다스리게 된 뒤로는 무족(無足)이라는 일종의 사족(士族) 계급을 보장받고 부대미(扶持米)가 지급되어 지배 계급에 편입되게 되었다. 때문에 아마쿠사의 난(天草の乱)의 토벌을 비롯하여 일본 전국에서 벌어진 바 있으나 잇큐에 대한 진압에도 이가 무리들이 파견되어 크게 활약하게 된다(『忍の里の記録 郷土の研究10』（石川正知著、翠楊社出版）참조). 
교와(享和) 3년(1803년) 정월의 나카세 촌(中瀬村, 이가 시)의 기록에 따르면 마을 농민측으로부터 무족 신분인 닌자들에 대해서도 농민과 같은 봉역(棒役)을 맡게 해 달라는 요청이 있었지만, 닌자측이 사족 신분임을 들어 그것을 거부하였고 마을은 팔분되었다. 이에 닌자 측은 촌민들에게 소송을 냈지만 촌민 측은 사역으로서의 신분을 포기하고 귀농을 하든지, 봉역을 한다면 중개를 하겠다고 했다고 한다. 이와 같이, 에도 시대에는 닌자를 관두고 귀농한 자들이 「탈주 닌자」로 몰려 처벌받는 일은 없었다.
그뒤 차츰 흩어져서 소멸되게 된다.

## 같이 보기
- 고가류